# География Кемеровской области
Кемеровская область — субъект Российской Федерации, расположенный на юге азиатской части страны, в её центральной части.

## Расположение
Кемеровская область находится на юго-востоке Западной Сибири. На севере она граничит с Томской областью, на западе — с Новосибирской областью, на юго-западе — с Алтайским краем, на юге — с Республикой Алтай, на северо-востоке — с Красноярским краем, на востоке с Хакасией. Протяженность области с севера на юг почти 500 км, с запада на восток — 300 км.

## Общие географические сведения
Кемеровская область расположена на стыке Западно-Сибирской равнины и гор Южной Сибири. Большая часть территории занята Кузнецкой котловиной, расположенной между Кузнецким Алатау (высота до 2178 м) и Салаирским кряжем, который характеризуется плоскими формами рельефа и лишь отдельные его вершины поднимаются до 600 м. Крайний юг области - обширная территория средневысоких гор Горной Шории. Наиболее крупная река - Томь. Леса занимают около 58% территории. Входит в Сибирский Федеральный Округ. Граничит с республиками Хакасия и Алтай, областями - Новосибирской и Томской, краями - Алтайским, Красноярским. Протяженность с севера на юг - почти 500 км, с запада на восток - 300 км. Территория - 95,5 тыс. кв.км, численность населения 2855,0 тыс. чел., национальный состав: русские, украинцы, татары, немцы, коренные народы - шорцы, телеуты; городских жителей - 86,7%. Включает 19 административных районов, 20 городов, 47 посёлков городского типа. Крупные города - Кемерово, Новокузнецк, Прокопьевск, Белово, Ленинск-Кузнецкий. Административный центр - Кемерово. Расположен в 3482 км к востоку от Москвы, в предгорьях Кузнецкого Алатау, на реке Томь, при впадении в неё реки Искитим. Население 540,8 тыс. чел.  

## Геология

### Рельеф
Кемеровская область расположена на юго-восточной окраине Западно-Сибирской равнины и горах Южной Сибири. Основная часть территории области занята Кузнецкой котловиной, крайний юг области — это Горная Шория. На западе области находится Салаирский кряж, на востоке — Кузнецкий Алатау. Наивысшая точка — голец Верхний Зуб на границе с Республикой Хакасия поднимается на 2178 м, наименьшая — 78 метров над уровнем моря лежит в долине реки Томи на границе с Томской областью.

### Полезные ископаемые
В недрах области обнаружены разнообразные полезные ископаемые: каменные и бурые угли, железные и полиметаллические руды, золото, фосфориты, строительный камень и другие минеральные ресурсы. По сочетанию и наличию природных богатств область можно назвать уникальной.

### Минерально-сырьевые ресурсы
На территории области выявлены полезные ископаемые: уголь (каменный, бурый) и горючие сланцы; чёрные металлы - руда (железная, марганцевая); цветные и благородные металлы - руда (серебро, ртуть, свинец, цинк, медь, барит, бокситы, нефелиновые руды); нерудное сырьё для металлургии (кварциты, пески формовочные, глины огнеупорные и тугоплавкие, известняки флюсовые, доломиты); нерудные полезные ископаемые (тальк, фосфоритовые руды, диабазы, цеолиты); строительное сырьё (15 наименований). Главным богатством области является каменный уголь. Кузбасс по запасам и качеству углей - крупнейший из всех эксплуатируемых каменноугольных бассейнов, где на сравнительно небольшой территории в 26,7 тыс. км2 сконцентрированы мощные угольные залежи с широкой гаммой углей, пригодных для коксования, получения жидкого топлива, сырья для химической промышленности и других целей. Общие геологические запасы угля до глубины 1800 м оцениваются в 733,4 млрд. т, из них 724,3 млрд. т по мощности пластов и зольности угля отвечают параметрам, принятым кондициями для месторождений, вовлекаемых в промышленное освоение. Большим достоинством кузнецких углей является разнообразный марочный состав.  технологического топлива для выплавки чугуна. Значителен запас угля для открытой добычи - более 31 млрд. т.
В Зап. Сиб. регионе запасы железных руд оценивается в ~393млрд тонн. Запасы руд малоизучены. 
```
Имеются месторождения и проявления полезных ископаемых, дефицитных для России и конкурентоспособных на мировом рынке минерального сырья. Это - уран, хром, титан, марганец, бентонитовые глины и другие полезные ископаемые. В области расположено около 2/3 всех разведанных запасов марганцевых руд России, большая часть из которых сосредоточена в крупнейшем месторождении России - Усинском. На базе этого месторождения возможна карьерная отработка окисленных руд с годовой производительностью 300 тыс. т. Сырьевая база титановой промышленности полностью оказалась за пределами России и единственный в России потребитель титановых руд - Березняковский комбинат - работает на привозном сырье. Однако на территории области выявлены и разведаны рассыпные месторождения ильменита - сырья для получения титана. Возможна организация крупного производства с годовым объемом около 100 тыс. т ильменитового концентрата. Выявлено Южно-Богатырское месторождение богатых редкоземельных руд. Салаирский ГОК ведет добычу и переработку полиметаллических руд. Сырьевая база алюминиевой промышленности представлена двумя типами руд - нефелиновыми сиенитами и бокситами. Область является одним из старейших в России золотодобывающих регионов. Золотодобыча ведётся силами старательских артелей, драг и 4 рудников; артели и драги занимаются разработкой только россыпных месторождений золота. Объём добычи золота по области составляет около 2 т в год; преобладает добыча рудного золота над россыпным. Анализ геологической информации даёт основание полагать, что ресурсы золота области освоены не более чем на 6-7%. Производство минерального сырья для нужд строительной индустрии в последние годы составило 9,0 млн. м3, в том числе - 7,0 млн. м3 щебня и песчано-гравийной смеси и 2,0 млн. м3 песка. Имеются месторождения различных облицовочных камней. Это мраморы статуарные, цветные, чёрные, граниты разных цветов, туфы. 
```

На востоке Кузнецкого бассейна разведано 44 млн. т цеолитов, прогнозные ресурсы месторождения оцениваются в 226 млн. т (Пегасское месторождение). На юге области расположен фосфоритоносный район, в котором есть месторождения пластовых и связанных с ними карстовых фосфоритов. Наиболее известное из них – Белкинское, однако его освоение проблематично в связи с тем, что оно находится в Горно-Шорском национальном парке. Имеется более 230 месторождений торфа с запасами порядка 200 млн. т. Запасы окисленных бурых углей в Итатском районе (100 млн. т) могут удовлетворить нужды в гуматах всей Сибири. Имеется и другое агрохимическое сырье: известь для известкования почв, сынныриты для производства калийных удобрений, карбонатный сапропель. Алгуйское месторождение маложелезистого порошкового талька имеет запас в количестве 11 млн. т. Технологическими испытаниями установлена его пригодность для использования более чем в 30 различных отраслях промышленности. Здесь же предварительно оценены запасы тремолитов в количестве 15 млн. т.

## Гидрография
Речная сеть принадлежит бассейну Оби и отличается значительной густотой. Наиболее крупные реки — Томь, Кия, Иня, Яя. Озёр в области немного, в основном, они расположены в горах и долинах рек. Самым уникальным по своему характеру является озеро Берчикуль.

### Водные ресурсы
Поверхностные воды. Реки области принадлежат бассейну Оби. Наиболее крупная река Томь. Она пересекает всю территорию области с юго-востока на северо-запад на протяжении 485 км; с юга в Томь впадают реки Мрассу и Кондома, с востока - Уса, Верхняя, Средняя и Нижняя Терсь, Тайдон и др. В западной части области течет река Иня; в северо-восточной - реки Кия и Яя (впадают в р. Чулым в Томской области); на юго-западе с Салаирского кряжа берет начало река Чумыш. Потенциальные гидроэнергоресурсы области 24,9 млрд. квт час в год. Подземные воды. Эксплуатационные прогнозные запасы подземных вод составляют 1682,3 тыс. м3/сут., в т.ч. утверждённых - 1214,53 тыс. м3/сут. и принятых к сведению - 467,82 тыс. м3/сут. Из них по промышленным категориям - 911,65 тыс. м3/сут. и 101,125 тыс. м3/сут. соответственно. Степень освоения запасов составляет 13%. Наиболее крупные водозаборы обеспечивают города: Кемерово, Новокузнецк, Ленинск-Кузнецкий, Белово, Мыски, Осинники и др. 60 водозаборов снабжают отдельные крупные предприятия и сельхозобъекты. Минеральные воды. Имеется 2 месторождения минеральных вод с суммарными эксплуатационными запасами 0, 078 млн. м3/год. Степень освоения их составляет от 3% (Терсинское) до 80% (Борисовское).

## Климат и растительность
Климат Кемеровской области резко-континентальный: зима умеренно холодная и продолжительная, лето тёплое и короткое. Средние температуры января −17… −20 °C, июля — +17…+18 °C. Среднегодовое количество осадков колеблется от 300 мм на равнинах и в предгорной части до 1000 мм и более в горных районах. Продолжительность безморозного периода длится от 100 дней на севере области до 120 дней на юге Кузнецкой котловины.
Разнообразие рельефа и климата создаёт пестроту почвенного и растительного покрова. Наибольшую площадь занимают разновидности дерново-подзолистых почв, в Кузнецкой котловине преобладают чернозёмы, обладающие высоким плодородием.
Растительность весьма многообразна. На горных вершинах встречаются растения тундры и альпийских лугов, среднегорье и низкогорье поросло «чернью» — пихтово-осиновыми лесами с высокотравьем и реликтовыми растениями. Предгорья и межгорные котловины заняты растительностью степей и лесостепей. Островками встречаются сосновые боры, а в Горной Шории и в бассейне реки Кондомы у Кузедеево находится реликтовая роща сибирской липы.
Из крупных животных обитают лось и марал, косуля сибирская и северный олень, последний встречается только в горах Кузнецкого Алатау. Из хищных наиболее характерны бурый медведь, рысь, росомаха. Промысловое значение имеют белка, ондатра, из птиц — глухарь, рябчик, тетерев.
На территории области расположены заповедник Кузнецкий Алатау и Шорский национальный парк.

### Лесные ресурсы
Область расположена в подтаёжной и лесостепной зонах. Леса занимают около 42% территории. Лесной фонд 5,51млн га 55,1тыс км², леса 4,42млн га 44,2тыс км².   Площадь хвойных лесов составляет 2521,5 тыс. га (58,3%), лиственных - 1793,4 тыс. га (41,5%). Преобладающие породы деревьев: сосна, пихта, ель, кедр, осина, берёза. Доля гарей от общей площади лесов - 0,0545%, доля вырубок - 1,89%. В предгорных районах преобладает берёзовые леса, с участками хвойных (лиственница, сосна). На склонах - горные пихтово-осиновые леса, образующие в районе Горной Шории массив черневой тайги. На северо-востоке области помимо пихты в составе лесов - сосна, ель, кедр. Наибольшую площадь в Гослесфонде области занимают леса 3 группы - 3680,2 тыс. га (76,4%). Леса 1 группы (Шорский государственный национальный парк, заповедник ""Кузнецкий Алатау"", зелёные зоны городов, посёлков) занимают площадь 982,7 тыс. га (20,4%), леса 2 группы - 155,2 тыс. га (3,2%). Наиболее низкой лесистостью отличаются районы, расположенные в западной части области в Кузнецкой котловине. Здесь лесистость колеблется от 8,6% (Ленинск-Кузнецкий район) до 39% (Беловский район). Крупные лесные массивы ценных хвойных пород сосредоточены в южной и восточной частях области. Лесистость отдельных районов здесь 83% (Таштагольский район).

### Биологические ресурсы суши и водные биологические ресурсы

#### Растения
Флора области включает степные, лесостепные, лесные, горно-лесные, субальпийские и альпийские виды. Насчитывается свыше 1300 видов высших растений, исключая мохообразные. К числу наиболее ценных флористических объектов относятся реликтовые - 50 видов, эндемичные - 12 видов. Флора представлена главным образом азиатскими (до 40%) и евроазиатскими видами (до 40%). Выделяется большая группа видов с широким типом ареала (космополитическим, голарктическим, евразийским), что объясняется наличием большого количества лесостепных видов, обычных видов евразийской и евразийской степной областей. По составу жизненных форм преобладающими являются многолетние травянистые растения (78%) и одно-двухлетние травянистые (14%). Группу ведущих семейств, включающих от 30 и более видов, составляют 9 семейств: сложноцветные, злаковые, бобовые, розоцветные, лютиковые, крестоцветные, губоцветные, норичниковые и зонтичные. На долю этих семейств приходится 52% видов от общего состава флоры Кузбасса. Насчитывается 420 видов лекарственных растений, из них 120 видов применяются в научной медицине, 300 видов - в народной. 

#### Животные Кемеровской области
Фауна млекопитающих представлена видами: хищные - 13, парнокопытные - 5, зайцеобразные - 2, грызуны - 30 видов, насекомоядные - 12 видов, рукокрылые - 8, В области сохранились бурый медведь, рысь, барсук, колонок, лесной хорёк, белка, лисица, заяц-беляк, лось, волк. Отмечены 320 видов птиц. Практически полное изменение природных комплексов, загрязнение воздуха, воды и почв, интенсивная урбанизация продолжают оказывать влияние на распространение и численность птиц по территории области. Так, в конце двадцатых годов, обычными видами были могильщик, беркут, сокол-балобан, серый журавль, вальдшнеп, филин и др. С 1928 г. по настоящее время численность орнитофауны сократилась на 60-70 видов. Решающую роль в этом процессе сыграла компания по уничтожению хищных птиц. Относительно обычными сейчас могут быть названы лишь мелкие соколы, канюк и чёрный коршун. Около 80 видов птиц за последние 60 лет не сократили заметно своей численности. Большинство из них относятся к воробьинообразным. На распространение и сокращение численности отдельных видов птиц большое влияние оказала вырубка хвойных пород и замена их вторичными породами либо пашней. Особенно сильно пострадали леса Горной Шории, Кузнецкого Алатау. Значительные изменения претерпел и степной орнитокомплекс, поскольку степи в Кузбассе повсеместно занимались пашней. В то же время появление лесополос способствовало распространению колоний грачей, серой вороны, галки, скворца. Всего в Красную книгу области занесено 60 видов птиц. Площадь закреплённых охотничьих угодий - 5787 тыс. га. 
Основные рыбные ресурсы области сосредоточены в реках Томь (с притоками), Кия, Яя, Чумыш, Беловском водохранилище. Ихтиофауна этих водоёмов представлена 36 видами рыб. Наибольшую хозяйственную ценность имеют представители 9 семейств. Семейство осетровые. Обитает 2 вида: осётр сибирский и стерлядь сибирская. Оба вида редкие, нуждаются в усиленной охране, занесены в Красную книгу области. Основное место обитания - река Кия. Лов обоих видов полностью запрещен. Семейство лососевые. Обитают 5 видов. Наиболее многочисленный вид - таймень, обитающий в Томи, Кие и их притоках. Нельма обитает в бассейне р. Кия и её притоках. Ленок населяет небольшие горные реки Кузнецкого Алатау и Горной Шории, сохранился в верховьях Кии. Лов полностью запрещен. Муксун и пелядь - редко встречающиеся, заходящие из Оби виды. Лов полностью запрещен. Семейство хариусовые. Хариус сибирский - широко распространённый массовый вид, обитает в Томи, Кие и их притоках. Спортивный лов разрешён. Семейство щуковые. Щука - широко распространенный массовый вид. Ценный объект для спортивного и любительского лова. Семейство карповые. Наиболее многочисленное. На территории области обитает 15 видов. 10 из них имеют хозяйственную ценность (елец, язь, плотва, лещ, карась серебристый, карась золотистый, карп, линь, амур белый, толстолобик). Все виды кроме толстолобика и белого амура, широко распространены и многочисленны. Являются основными объектами любительского и спортивного рыболовства. Белый амур и толстолобик акклиматизированы в Беловском водохранилище, в других водоёмах не встречаются. Являются объектами спортивного и любительского рыболовства. Широко распространены виды, не имеющие хозяйственной ценности: пескарь, верховка, гольян, голец сибирский, щиповка сибирская. Семейство сомовые. Американский канальный сом - акклиматизант, обитает в Беловском водохранилище. Семейство чукучановые. Представители этого семейства - буффало чёрный и буффало большеротый также акклиматизанты Беловского водохранилища. Оба вида представляют большую хозяйственную ценность. Редкие и нуждающиеся в охране виды. Издавна реки Сибири служили нерестилищами ценных лососевых и осетровых рыб. В настоящее время большинство нерестилищ области утратили свое былое значение для воспроизводства стада лососевых и осетровых в связи с загрязнением промстоками, добычей золота, гравийными разработками. Наиболее чистой остается река Кия, о чем свидетельствует состав ихтиофауны (нельма, осётр, таймень, судак, налим, помимо повсеместно распространенных - плотвы, ельца, окуня, щуки). В области получили развитие спортивное и любительское рыболовство; промысел осуществлялся лишь на озере Большой Берчикуль и Беловском водохранилище.

### Климатические ресурсы
Климат резко континентальный: зима холодная (средняя температура января -18 град.С...-22,1 град.С) и продолжительная; лето короткое, но тёплое (средняя температура июля +16,9 град.С...+18,5град.С). Среднегодовая температура воздуха колеблется от -1,4 град.С до +1 град.С. Преобладают ветры юго-западного и западного направлений. Осадков 300-500 мм в год, в горной части до 900 мм. Вегетационный период 137-160 суток.

### Рекреационные ресурсы и особо охраняемые природные территории
На территории области - Шорский национальный парк, заповедник Кузнецкий Алатау. Шорский национальный парк (основан в 1989 г., площадь 338,3 тыс. га) расположен в бассейне рек Мрассу и Кондома, в Горной Шории. Ограничен отрогами Алтая на западе и Абаканским хребтом на востоке. Рельеф среднегорный, сильнопересечённый. В растительном покрове преобладает черневая тайга с участием пихты, осины, высокотравным наземным покровом. Встречаются сосново-пихтовые леса с кедром, редко чистые кедровники. В лесах обитают бурый медведь, соболь, рысь, росомаха, марал, сибирская косуля, лось, в гольцовой зоне - северный олень. В орнитофауне до 200 видов. Из хищных птиц встречаются чёрный коршун, чеглок, дербник, пустельга, реже канюк, сапсан. В реках - хариус, ленок, таймень. Заповедник «Кузнецкий Алатау» (основан в 1989, площадь 412,9 тыс. га) расположен в центральной части одноимённой горной страны, в истоках рек Чулым, Верхняя и Средняя Терсь. Характерны природные комплексы переходной зоны между Западной и Восточной Сибирью. В растительном покрове представлены высотные пояса от степей и лесостепей до черневой тайги, альпийских лугов и высокогорной тундры. Во флоре 526 видов растений, в т.ч. редких – 34; 50 видов млекопитающих, 149 - птиц, 7 - рыб. Обычны марал, лось, косуля, соболь, белка, бобр, встречается кабарга. Постоянно обитает популяция северного оленя, не совершающая миграций за пределы Кузнецкого Алатау. Площадь зелёных массивов и насаждений в городах: всего - 61,1 тыс. га, в расчёте на одного городского жителя - 237,3 м2.